# فيليب لاشيو
فيليب لاشيو (بالفرنسية: Philippe Lacheau)‏ هو كاتب سيناريو ومخرج وممثل فرنسي، ولد في 25 يونيو 1980 بفونتوني سو بوا في فرنسا.

## وصلات خارجية
- فيليب لاشيو على موقع IMDb (الإنجليزية)
- فيليب لاشيو على موقع روتن توميتوز (الإنجليزية)
- فيليب لاشيو على موقع ألو سيني (الفرنسية)
- فيليب لاشيو على موقع ميوزك برينز (الإنجليزية)
- فيليب لاشيو على موقع أول موفي (الإنجليزية)
- فيليب لاشيو على موقع قاعدة بيانات الأفلام السويدية (السويدية)
- فيليب لاشيو على موقع قاعدة بيانات الفيلم (الإنجليزية)
- فيليب لاشيو على موقع كينوبويسك (الروسية)